# Promocodius
Promocodius.com – międzynarodowy serwis publikujący kody rabatowe do sklepów internetowych oraz firm. Świadczy swoje usługi w 13 krajach, w tym w Polsce. Serwis powstał w 2016 roku w Kijowie (Ukraina). W lutym 2022 roku siedziba firmy została przeniesiona do Warszawy.

## Opis strony
Witryna zamieszcza kupony, promocje i rabaty na towary i usługi 6185 marek. Strona jest dostępna dla użytkowników bez rejestracji. Za korzystanie z kuponów nie są pobierane żadne opłaty. Projekt zarabia na modelu afiliacyjnym. Użytkownicy mogą oferować publikację kuponów za pomocą specjalnego formularza.

## Statystyki witryny
Według danych SimilarWeb za maj 2024 r. witrynę odwiedza miesięcznie około 484 tys. użytkowników, z czego 83,28% to mieszkańcy Polski. Serwis zajmuje 26 miejsce wśród witryn internetowych w kategorii e-commerce.
Jak wskazują dane, w lutym 2024 r. katalog zawierał 34 087 kuponów od 6185 firm z 13 krajów.